# Eppur si muove (El Ala Oeste)
 Eppur si mueve  es el décimo sexto capítulo de la quinta temporada de la serie dramáticaEl ala oeste de la Casa Blanca.

## Argumento
La congresista republicana Barbara Layton inicia una campaña contra la investigación de enfermedades sexuales con fondos públicos. Para comenzar el debate, implica a la hija del presidente, Ellie Bartlet, acusando a este de Nepotismo. Tras algunas averiguaciones, Toby descubre que se ha redactado una lista en la que se especifican los fondos asignados al equipo de investigación de Ellie. Dicha lista ha sido redactada por Will Bailey para uso personal.
Poco después, ambos descubrirán que la mujer del vicepresidente, Robert "Bingo Bob" Russell, que está implicada en otras ramas de la ciencia médica –como el cáncer de mama-, ha sido quien ha entregado la lista a la congresista. Mientras, el Presidente está furioso, como siempre que se toca su intimidad, en especial a sus hijas. No ha habido ningún trato de favor, y quiere que todo el mundo lo tenga claro. Finalmente C.J. arreglará la situación organizando una declaración ante la prenta de Ellie (que detesta hablar en público) en la que explica todo lo sucedido.
Josh intenta salir del punto muerto en que se encuentra el nombramiento de jueces de la Corte Federal. Para ello intenta convencer a un viejo amigo de la facultad, Eric Hayden, para que siga luchando por un puesto en el  Tribunal de Apelaciones, y rechace el cargo de rector de la Universidad de Georgetown. A pesar de convencerlo, se arrepiente poco después: otro juez, de apenas 50 años, ha fallecido por un ataque al corazón, retrasando todos los nombramientos y, probablemente, hundiendo la carrera política de su amigo.
C.J., mientras arregla el asunto de la hija del Presidente, intenta relacionarse con un examante llamado Ben Dryer. Pero todos los problemas la superan, y apenas tiene tiempo para él. Por último, la primera dama Abigail Bartlet, cuya popularidad se tambalea por la reacción a su trabajo en una clínica de salud – a pesar de ser solo voluntaria-, consiente en dulcificar su imagen apareciendo en Barrio Sésamo, ante la ilusión de algunos miembros de la Casa Blanca, como la Secretaria presidencial, Deborah Fiderer o el mismo Charlie.

## Curiosidades
- El título del episodio hace referencia a una conversación entre el Presidente Bartlet y su hija, sobre la persecución a los científicos. En concreto, él recuerda un dicho apócrifo de Galileo Galilei, Eppur si muove, “Y sin embargo se mueve”.[1]

- Esta fue la primera ocasión que varios personajes de Barrio Sésamo aparecieron en una serie dramática fuera de su programa habitual. Dichos personajes eran: Big Bird, Elmo, Zoe y Rosita.[1]

- Como en otras ocasiones, la serie hace referencia a situaciones reales. En concreto, la Coalición por los Valores Tradicionales mandó una carta de protesta por el trato que supuestamente se le daba en este episodio (como su odio a los homosexuales).[1]

## Enlaces
- Enlace al Imdb.
- Guía del Episodio (en inglés).
- Coalición de Valores Tradicionales (en inglés).